# Staring Girl
Staring Girl ist eine Band aus Hamburg, deren Stil sich zwischen Americana, Singer-Songwriter und Indie-Pop mit deutschen Texten einordnen lässt.

## Geschichte
Steffen Nibbe, 1983 in Itzehoe geboren, ging zum Studieren nach Kiel und gründete dort 2005 die Gruppe Staring Girl in ihrer ersten Besetzung. Bevor 2012 bei dem Dresdener Label K&F-Records das offizielle Debütalbum Sieben Stunden und 40 Minuten erschien, veröffentlichte die Band bereits zwei Mini-Alben in Eigenregie und Samplerbeiträge auf dem Netlabel Omaha Records. Dieses Label wurde ursprünglich von Gisbert zu Knyphausen gegründet, der vorher bereits das Staring-Girl-Lied Jeder geht allein in seinem Liveprogramm gecovert hatte. Die Band spielte bereits Konzerte in Deutschland, Österreich und der Schweiz, u. a. eine zweiwöchige Supporttour für Gisbert zu Knyphausen im Jahre 2011. Im Interview mit dem NDR schildert Nibbe, dass sich die Besetzung der Band nach seinem Umzug von Kiel nach Hamburg geändert habe. Neben Robert Weitkamp (Schlagzeug) sind seit 2015 nun auch drei Mitglieder der ursprünglichen Band zu Knyphausens Teil der aktuellen Besetzung: Gunnar Ennen (Gitarre, Tasten, Gesang), Jens Fricke (Gitarre) und Frenzy Suhr (Bass). 2017 trat die Band zudem u. a. als Vorgruppe für die Band Erdmöbel auf. Am 20. April 2018 veröffentlichte die Band ihr zweites Album In einem Bild bei KOMBÜSE Schallerzeugnisse, dem Label der Hamburger Küchensessions, wo die Band 2012 und 2018 ihre Stücke bereits live einspielte. Bei dem Releasekonzert im Hamburger Knust spielte die Band das neue Album in ganzer Länge. Für das Musikvideo zu ihrem Lied Diebe, Halunken und Leute hat die Band einen Tag im Leben der obdachlosen Nicole Förster dokumentiert, auf deren Geschichte die Band über das Magazin Hinz und Kunzt aufmerksam wurde. Im August 2019 verkündete die Band einen Besetzungswechsel am Schlagzeug: Für Robert Weitkamp, der auch noch bei OVE spielt, kam Lennart Wohlt in die Band.

## Stil
Musikalisch einzuordnen sind Staring Girl im Bereich der gitarrenorientierten, melancholischen Singer-Songwriter-Musik und des Indie-Pop mit deutschen Texten. Die zumeist zurückhaltend arrangierten und unaufgeregten Lieder leben von Nibbes Erzählstimme und Texten. Vor allem die Beobachtungsprosa Nibbes sticht für die Kieler Nachrichten heraus: In dem Stück Matratzenladenneonröhrenlicht beschreibe er eine Fahrt aus Hamburg hinaus „so bildhaft und verträumt, sodass man vor dem geistigen Auge neben ihm im Bus sitzt“. Für Laut.de sei es „gerade dieser Hang zum Alltäglichen und unendeckt Schönen, der die Texte und die zurückhaltenden Melodien der Nordlichter zu etwas ganz Besonderem machen“. Mit In einem Bild wurde der Stil musikalisch etwas variabler und weiter gefächert, erinnert dabei teilweise an Neil Young und Wilco.

## Diskografie
Alben
- 2012: Sieben Stunden und 40 Minuten (K&F Records)
- 2018: In einem Bild (KOMBÜSE Schallerzeugnisse)
- 2023: Schräg fällt das Licht (KOMBÜSE Schallerzeugnisse)

EPs
- 2005: Staring Girl EP #1 (Eigenvertrieb)
- 2006: Staring Girl EP #2 (Eigenvertrieb)